# Катастрофа MD-82 під Мачикесом
Катастрофа MD-82 під Мачикесом — велика авіаційна катастрофа, що сталася рано-вранці у вівторок 16 серпня 2005 року на північному заході Венесуели на околицях Мачикеса (Сулія). Пасажирський авіалайнер McDonnell Douglas MD-82 колумбійської вже неіснуючої авіакомпанії West Caribbean Airways виконував чартерний рейс WCW708 за маршрутом Панама — Фор-де-Франс, але через 1 годину і 2 хвилини після зльоту з панамського міжнародного аеропорту Токумен екіпаж повідомив про відмову обох двигунів, а незабаром літак впав на землю і повністю зруйнувався. Загинули всі 160 людей, що перебували на його борту, — 152 пасажири і 8 членів екіпажу.
Катастрофа рейсу 708 стала найбільшою авіакатастрофою в історії Венесуели при цьому обігнавши катастрофу DC-9 в Маракайбо (155 загиблих), що сталася на 39 років раніше.

## Літак
McDonnell Douglas MD-82 (реєстраційний номер HK-4374X, заводський 49484, серійний 1315) був випущений у 1986 році (перший політ здійснив 11 вересня). 4 листопада того ж року був переданий американській авіакомпанії Continental Airlines (борт N72824). 8 січня 2005 року був куплений колумбійською авіакомпанією West Caribbean Airways, в якій отримав бортовий номер HK-4374X. Оснащений двома двоконтурними турбореактивними двигунами Pratt & Whitney JT8D-217A. На день катастрофи 18-річний авіалайнер здійснив 24 312 циклів «зліт-посадка» і налітав 49 494 години

## Екіпаж
Літаком керував досвідчений екіпаж, склад якого був таким:
- Командир повітряного судна (КПС) — 40-річний Омар Оспіна (ісп. Omar Ospina). Досвідчений пілот, пропрацював в авіакомпанії West Caribbean Airways 14 років та 5 місяців (з 1 березня 1991 року). На посаді командира McDonnell Douglas MD-82 — з 17 листопада 2004 року (до цього керував ним як другий пілот). Налітав 5942 години, 1128 з них на MD-82 (422 з них як КПС).
- Другий пілот — 21-річний Давид Муньос (ісп. David Muñoz). Досвідчений пілот, пропрацював в авіакомпанії West Caribbean Airways 2 роки та 5 місяців (з березня 2003 року). На посаді другого пілота McDonnell Douglas MD-82 — з 25 березня 2004 року. Налітав 1341 година, 862 з них на MD-82.

У салоні літака працювали четверо бортпровідників:
- Вілсон Джованні Фаллачі (ісп. Wilson Giovanni Fallaci), 28 років — старший бортпровідник. У West Caribbean Airways з 27 грудня 2002 року.
- Густаво Гарсія (ісп. Gustavo García), 25 років. У West Caribbean Airways з 1 липня 2004 року.
- Анхела Пенья (ісп. Angela Peña), 20 років. У West Caribbean Airways з 8 січня 2004 року.
- Алехандра Естрада (ісп. Alejandra Estrada), 26 років. West Caribbean Airways з 28 червня 2004 року.

Також у складі екіпажу були 44-річний авіамеханік Едгар Херес (ісп. Edgar Jérez) і 27-річний службовець авіакомпанії West Caribbean Airways Хон Хайро Буендія (ісп. John Jairo Buendía).

## Хронологія подій

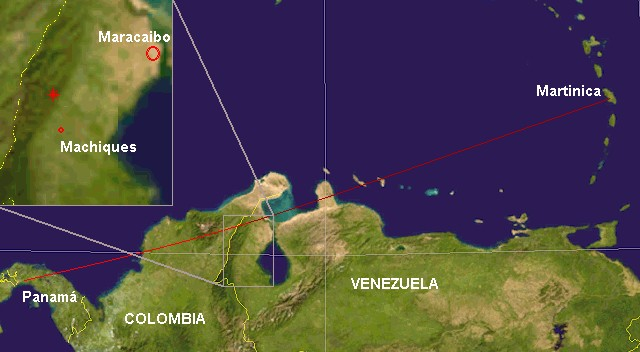
Схема польоту рейсу 708

## Розслідування
На прохання влади Венесуели розслідування причин катастрофи рейсу WCW708 проводило французьке Бюро з розслідування та аналізу безпеки цивільної авіації (BEA), оскільки більшість загиблих пасажирів були за національністю французами, що жили на Мартиніці.
Результати розслідування показали, що літак був технічно справний, але завантажений. Включення системи протиобмерзання також відбирає частину потужності двигунів. За попередніми розрахунками, максимальний ешелон польоту за таких умов становив FL317 (9660 метрів), тобто авіалайнер міг продовжувати безпечний політ на ешелоні FL310. Коли ж екіпаж піднявся до ешелону FL330 і ввімкнув систему протиобмерзання, потужності двигунів стало недостатньо, і швидкість лайнера почала падати.
Виробник літака (компанія «McDonnell Douglas») ще 6 серпня 2002 року випустила бюлетень, у якому вказала, що при роботі автопілота швидкість може знижуватися, якщо автопілот не в змозі підтримувати необхідний режим роботи двигуна. Проте невідомо, чи інформувала West Caribbean Airways свої екіпажі про цю особливість літака. В результаті екіпаж не встежив, що швидкість досягла мінімально небезпечного значення, про що попереджала система безпеки. Складні погодні умови лише погіршили ситуацію, а раптовий порив вітру на початку зниження призвів до виникнення звалювання. Другий пілот двічі попередив командира про звалювання, але той замість того, щоб опустити ніс літака і збільшити поступальну швидкість, від розгубленості продовжував тягнути штурвал на себе, тим самим не виправивши аварійну ситуацію, що виникла.
Остаточний звіт розслідування BEA був опублікований у 2010 році.

## Культурні аспекти
Катастрофа рейсу 708 показана в 11-му сезоні канадського документального телесеріалу Розслідування авіакатастроф в серії Рокова помилка (не плутати з однойменною серією 15 сезону).